# Ajman
Ajman (în arabă عجمان 'Aǧmān) este un oraș din Emiratele Arabe Unite, capitala emiratului Ajman, situat pe coasta Golfului Persic.